# 윌리암 A. 밴게메렌

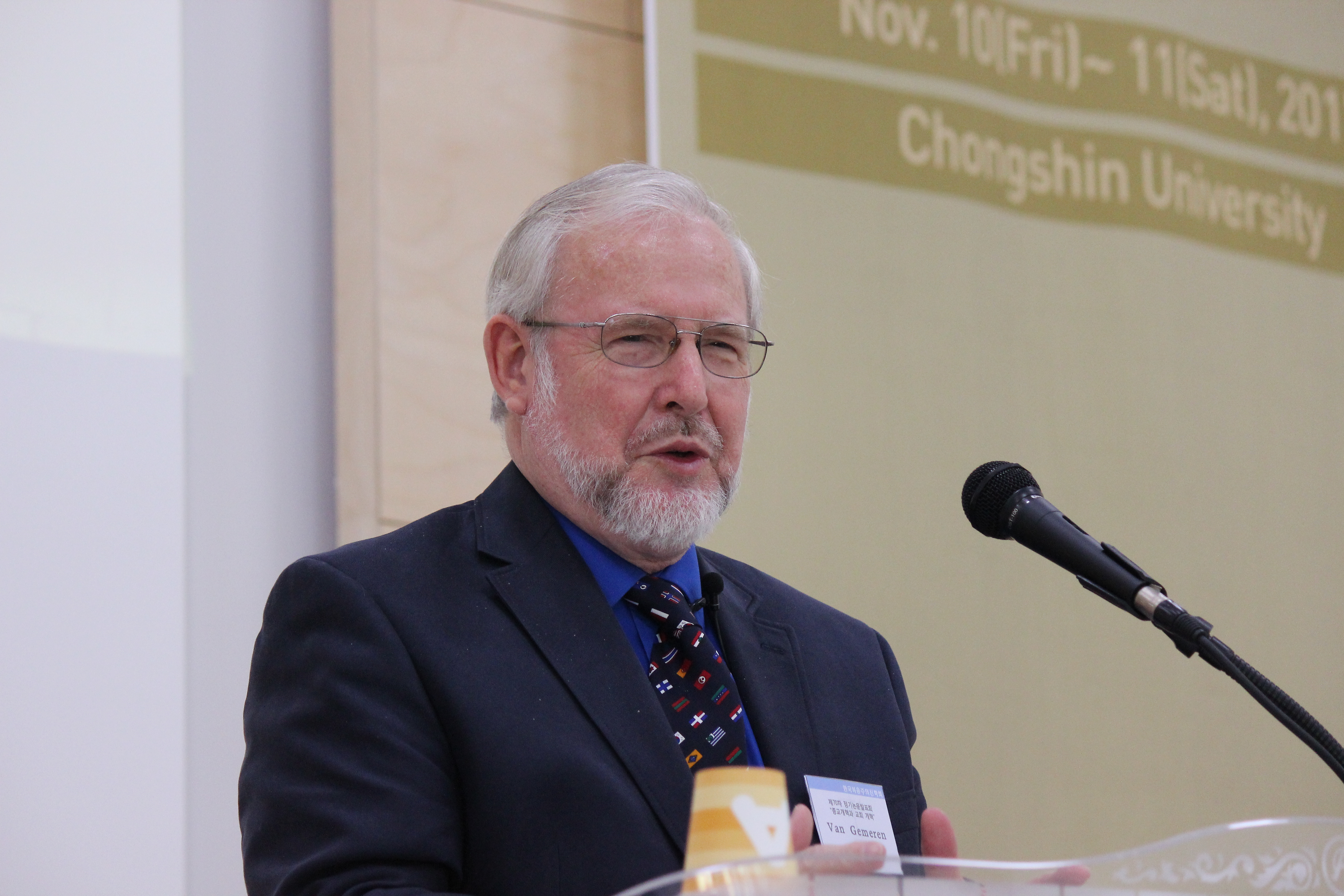
윌리암 A. 밴게메렌 교수(Prof. Willem A. VanGemeren)

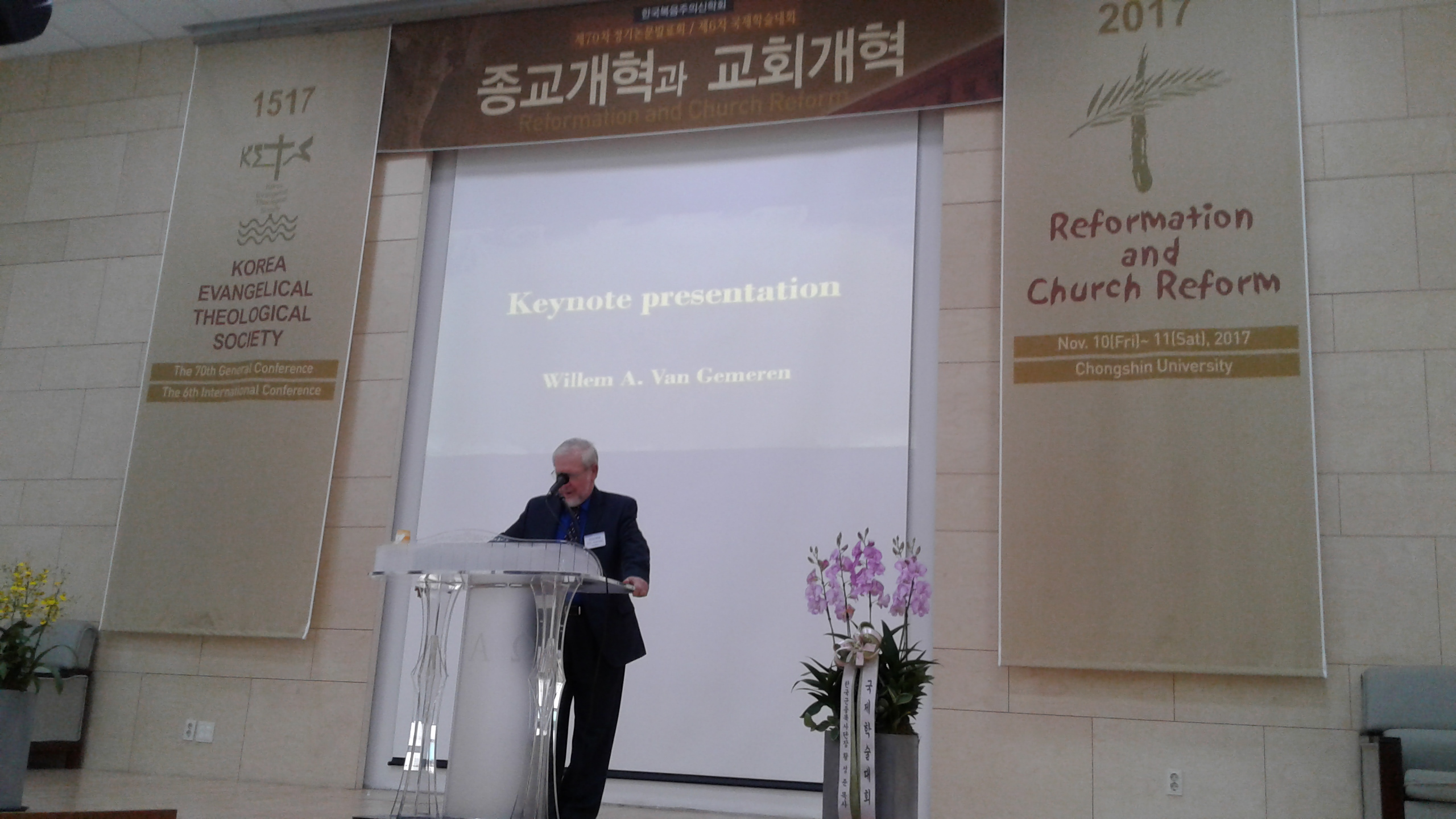
벤게메렌 교수

윌리암 A. 밴게메렌(Willem A. Vangemeren, 1948년 4월 7일 - )은  미국 트리니티 신학교의 교수이며 구약학과 셈어학의 명예교수이다. 그는 구약신학 국제 사전(The New International Dictionary of Old Testament Theology and Exegesis)의 편집장이었다. 그는 네덜란드 보스쿱(Boskoop)에서 1차 세계대전 중에 태어났으며 미국으로 이민온 저명한 신학자이다. 수 많은 책을 저술했으며 한국의 총신신학대학원에서도 영어로 M.Div. 강의를 하였다. 한국에도 안명준, 최동진, 채이석, 김희석, 임용섭, 이희성 등 여러명의 제자가 있다.

## 교육
- Diploma, Moody Bible Institute
- BA, University of Illinois
- BD, Westminster Theological Seminary Visiting Graduate Student,
- Hebrew University, Jerusalem
- MA, PhD, University of Wisconsin